# Tomrogersia
Tomrogersia is een kevergeslacht uit de familie van de boktorren (Cerambycidae). De wetenschappelijke naam van het geslacht werd voor het eerst geldig gepubliceerd in 1980 door Fragoso.

## Soorten
Tomrogersia omvat de volgende soorten:
- Tomrogersia acanthofemorata Fragoso, 1980
- Tomrogersia villiersi Monné M. L. & Monné M. A., 2006